# Cambra d'Ase
El Cambra d'Ase (Cambre d'Aze en francès), algunes vegades grafiat Cambradase, és un cim de 2.726,5 m alt del límit de l'Alta Cerdanya amb el Conflent, al límit de la comuna cerdana d'Eina amb les conflentines de Planès i Sant Pere dels Forcats. La part culminant està composta per tres pics que conformen un antic circ glacial. Forma part del Parc Natural Regional dels Pirineus Catalans i en el seu circ es troba l'Estació d'esquí de Cambra d'Ase. En el seu vessant est hi ha la Reserva Natural de la Vall d'Eina.
Està situat a l'extrem meridional del terme de Sant Pere dels Forcats, a la zona sud-oest del de Planès i al sud-est del d'Eina, al nord-oest del Serrat de les Fonts i de la Torre d'Eina i al sud del Puig de l'Home Mort.
Aquest cim està inclòs a la llista dels 100 cims de la FEEC.
Com tots els cims destacats d'aquesta zona dels Pirineus, el Cambra d'Ase és un escenari sovintejat per les rutesexcursionistes, com es pot observar en l'ampla bibliografia que inclou aquesta muntanya.